# Ernesto Djédjé
Ernesto Djédjé (* 1947 in Daloa; † 9. Juni 1983 in Yamoussoukro; auch Ernesto Dje-Dje) war ein ivorischer Musiker (Gesang, Gitarre). Er gilt als Vater und Begründer des Ziglibithy. Er wurde geschmückt mit Beinamen wie „Gnoantré national“ (bedeutet in seiner Muttersprache „nationaler Kampf“), „Épervier“ (Sperber) oder auch „Roi du ziglibithy“ (König des Ziglibithy).

## Leben und Werk
Djédjé, der dem Volk der Bété in Côte d’Ivoire entstammt,  begann mit 15 Jahren als Gitarrist in der Gruppe Ivoiro Star zu spielen, einer damals beliebten Band. 1968 zog er nach Paris als Informatikstudent, wo er weiter Musik spielte und 1970 mit Hilfe von Manu Dibango eine weitere Aufnahme herausbrachte. 1972 kehrte er in seine Heimat zurück, wo er seine Band Les Ziglibithiens gründete und den von ihm geschaffenen Stil Ziglibithy weiter pflegte und verbreitete.
Djédjé nahm 1977 sein erstes Solo-Album auf; es trägt den Titel Ziboté. Ein weiteres Album, Le Roi du Ziglibithy, kam 1977 auf Badmos Records heraus; es gilt als sein bestes Album. Die Originalausgaben der Alben auf Vinyl sind gefragte Sammlerobjekte. Der Ziglibithy von Djédjé ist stark synkopische Tanzmusik, mit weitschweifigen Guitarrelinien und akzentuiert mit satten Bläsern. Sein Stil Hits wie Ziboté und Aguisse inspirierte weitere ivorische  Musiker.
Djédjé gehörte zu den ersten Musikern, die mit ihrer Musik auch eine Wirkung in Nachbarländern wie Burkina Faso, Togo und Zaire hatten. 1982 wurde er vom ivorischen Staatspräsidenten Félix Houphouët-Boigny für seine Beiträge und Verdienste zur nationalen Kultur geehrt. Ernesto Djédjé starb plötzlich 1983 im Alter von 35 Jahren in Yamoussoukro. Die Todesursache ist nicht eindeutig.